# Friedrich Ludwig Wilhelm Herbst

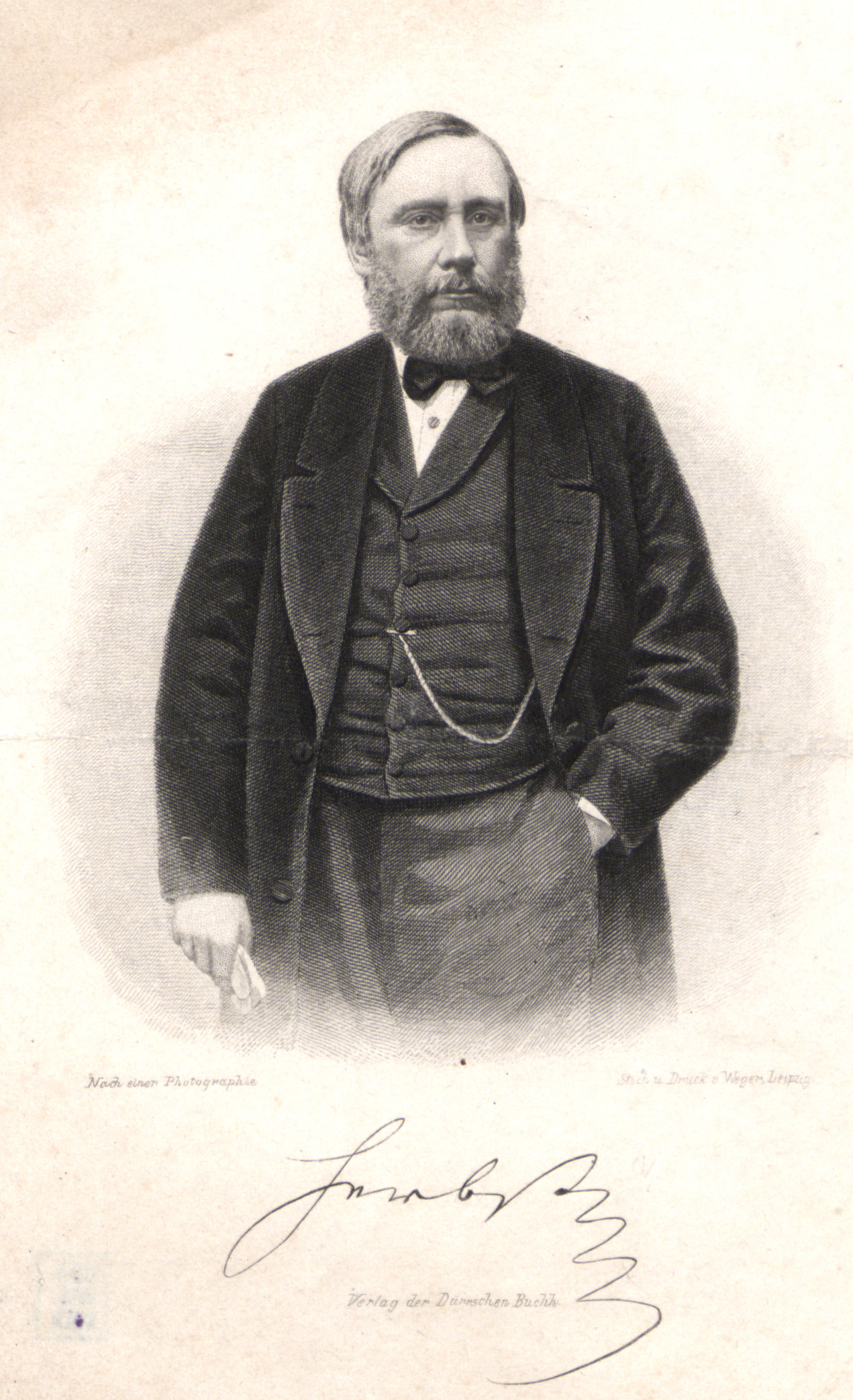
Wilhelm Herbst

Friedrich Ludwig Wilhelm Herbst (* 8. November 1825 in Wetzlar; † 20. Dezember 1882 in Halle (Saale)) war ein deutscher Gymnasiallehrer und -direktor, Philologe und Historiker.

## Leben
Friedrich Ludwig Wilhelm war der Sohn des Lehrers sowie späteren Gymnasialdirektors in Wetzlar und Duisburg Johannes Christian Gottlieb Herbst (* 7. März 1793 in Pößneck; † 28. November 1866 in Wetzlar) und dessen Frau Friederike Sophie Magdalene Wilhelmine Sell (* 30. Dezember 1802 in Darmstadt; † 27. Dezember 1856 in Duisburg). Nach dem Besuch der Schule und des Gymnasiums in Wetzlar, besuchte er 1841 das Gymnasium in Duisburg. Nach bestandener Hochschulreife bezog er im Sommersemester 1844 die Universität Bonn, wo er ein Studium der klassischen Philologie bei Friedrich Ritschl und Friedrich Gottlieb Welcker absolvierte. Während seines Studiums wurde er 1844 Mitglied der Burschenschaft Fridericia Bonn. Besonderes Interesse entwickelte er in seiner Studienzeit für die Geschichte, wozu er die Vorlesungen von Heinrich von Sybel und Ludwig von Urlichs frequentierte. Besonders begeisterten ihn die Vorlesungen von Friedrich Christoph Dahlmann zur französischen Revolution.
Im Wintersemester 1845 setzte er seine philologischen und historischen Studien an der Universität Berlin bei August Boeckh und Leopold von Ranke fort. Nachdem er Ostern 1847 seine Studien abgeschlossen hatte, kehrte er nach Duisburg zurück, wo er weitere philologische Studien betrieb. Im August 1848 erhielt er eine Hauslehrerstelle bei Neuwied und begab sich im selben Jahr nach Halle, wo er seinen Militärdienst ableistete. An der Universität Halle-Wittenberg bestand er 1849 seine Prüfung als Gymnasiallehrer und promovierte am 23. Januar 1850 unter Gottfried Bernhardy mit der geschichtlichen Arbeit De civilibus Atheniensium factonibus belli Peloponnesiaci aetate zum Doktor der Philosophie. Ab Ostern 1850 absolvierte er sein Lehrerprobejahr am Gymnasium in Duisburg, wurde jedoch schon vor der üblichen Frist nach einem halben Jahr als wissenschaftlicher Hilfslehrer an das Friedrich-Wilhelm-Gymnasium in Köln berufen.
Nur wenige Monate später erhielt er im Folgejahr eine Berufung an das Vitzthum-Gymnasium Dresden und der damit verbundenen Erziehungsanstalt des Karl Justus Blochmann. In Dresden fand er in Alfred Fleckeisen und Rudolf Kögel Freunde und ab 1853 befruchtende Anregungen durch kleinere Reisen in Deutschland sowie eine größere durch Süddeutschland, Oberitalien und Böhmen. Nachdem er sich ab dem Sommer 1854 in Bonn weiteren Studien gewidmet hatte, nahm er am 7. Oktober 1854 erneut eine Hilfslehrerstelle am Gymnasium in Elberfeld an, wo er Ostern 1855 die Stelle eines dritten Oberlehrers erhielt. 1856 bis 1857 beschäftigte er sich an der Berliner Universität bei Karl Immanuel Nitzsch und August Twesten mit theologischen Studien. Nach einer erneuten Reise durch die Schweiz und Oberitalien, übernahm er am 5. Oktober 1858 die Stelle eines ersten Oberlehrers am Gymnasium in Kleve.
Herbst erhielt dort 1859 den Titel eines Professors und wurde am 16. April 1859 Rektor der Bildungseinrichtung. Am 10. Oktober 1860 wechselte er als Rektor an das Friedrich-Wilhelm-Gymnasium in Köln, von Ostern 1865 war er Rektor des Gymnasiums sowie der damit verbundenen Realschule in Bielefeld, und Michaelis 1867 wurde er Probst und Rektor des Klosters Unser Lieben Frauen in Magdeburg. Seine nächste Wirkungsstätte führte ihn Ostern 1873 als Rektor an die preußische Landesschule Pforta. Hier wirkte er noch einige Zeit, bis ihn ein schmerzlicher Gelenkrheumatismus sowie ein dazukommendes Herzleiden und die bedrohliche Abnahme seiner Sehkraft zwangen, 1876 einen längeren Urlaub zu nehmen. Nach einem Aufenthalt in Coburg legte Herbst 1877 sein Rektorat in Schulpforte nieder und zog sich nach Halle zurück. Nachdem er bereits 1870 an der Hallenser Universität die Ehrendoktorwürde der Theologie erhalten hatte, bekam er nach seiner 1878 erfolgten Pensionierung 1881 eine Honorarprofessur für Pädagogik und wurde Direktor des pädagogischen Seminars der Universität Halle-Wittenberg. Dies blieb er bis zu seinem Lebensende.
Aus seiner im Herbst 1860 in Kleve geschlossenen Ehe mit Luise, der Tochter des Pfarrers C. W. Th Wellershaus, stammen drei Söhne und drei Töchter. Eine Tochter starb jung in Magdeburg, die anderen Kinder überlebten den Vater.

## Wirken
Ohne Frage hatte sich Herbst als Lehrer und Leiter mehrerer höher deutscher Schuleinrichtungen einen Namen erworben. Nachhaltig ist vor allem seine literarische Arbeit gewesen. So hatte er nicht nur selbst Biographien zu Matthias Claudius, Karl Gustav Heiland und Johann Heinrich Voß geliefert, sondern beteiligte sich mit Aufsätzen in den Journalen Daheim (1866–1882), der Kölnischen Zeitung, dem Jahrbuch für classische Philologie (1871–1880) und dem Deutschen Literaturblatt an der geschichtsliterarischen Entwicklung in Deutschland. Als Herausgeber des dritten Jahrganges des Deutschen Literaturblattes und der Encyklopedie der Neueren Geschichte (Gotha 1880–1890, 5. Bde.) hatte er auch eine Nachwirkung bis ins anbrechende 20. Jahrhundert.

## Veröffentlichungen (Auswahl)
- Das classische Alterthum in der Gegenwart. Eine geschichtliche Betrachtung. Leipzig 1852 (online)
- Spartas auswärtige Politik im peloponnesischen Kriege. Leipzig 1853.
- Zur Geschichte der auswärtigen Politik Spartas im Zeitalter des Peloponnesischen Krieges. Dresden 1853 (im Programm Dresden Online), Paderborn 2011 (Onlineleprobe)
- Matthias Claudius der Wandsbecker Bote. Gotha 1857; 3. Auflage. 1863. (online); (zahlr. Neuaufl.)
- Die deutsche Dichtung im Befreiungskriege. Mit einem Rückblick auf verwandte Dichtungen. Ein Vortrag, gelesen in Elberfeld am 2. März 1858. Mainz 1859 (online)
- Kurze Notizen über die frühere Geschichte des Gymnasiums. Cleve 1860 In: Progr. Cleve Gymn.
- Der Abfall Mytilene’s von Athen im peloponnesischen Kriege. Ein Beitrag zum historischen Verständnis des Thukydides. Köln 1861.
- Rede des Gymnasial-Direktors Prof. Dr. Herbst bei der Einführung als Direktor. Köln 1861. In: Programm Köln Friedrich-Wilhelms-Gymnasium.
- Historisches Hülfsbuch für die oberen Klassen von Gymnasien und Realschulen. Mainz, 1864–1867, 3 Teile, Mainz 3. Teil, 1864 (online); Mainz 1870 2. Auflage. 2. Teil (online), 3. Auflage. 1873; (zahlr. Neuaufl.)
- Friedrichs des Großen Amtimarchiavel, ein Spiegel seiner Regierungsgrundsätze und seines Charakters. Duisburg 1864 (online)
- Historisches Quellenbuch zur alten Geschichte. Leipzig 1866–1875, 5. Hefte mit Baumeister und Weidner, Leipzig, 1866, 1. Auflage. 1. Heft, Abt. 1, (online); 2. Auflage. 1. Heft, 1. Abt. 1870 Leipzig (online)
- Eine Schulrede. Köln 1865 In: Programm Köln Friedrich-Wilhelms-Gymnasium.
- Eine Schulrede. Bielefeld 1867. In: Programm Bielefeld Gymnasium.
- Karl Gustav Heiland. Ein Lebensbild. Halle/Saale 1869 (online)
- Zur Frage über den Geschichts-Unterricht auf höheren Schulen. Ein erweitertes Vorwort zu dem historischen Hülfsbuch. Mainz 1869.
- Johann Heinrich Voss. Leipzig 1872–1876, 2 Bde.; 1. Band 1872 (online), (Nachdr. Bern 1970)
- Königsgeburtstags-Reden. Gehalten am Pädagogium Zum Kloster Unserer Lieben Frauen in Magdeburg. Mainz 1873 (3. Aufl. 1879)
- Ansprache beim Stiftungsfest am 21. Mai 1875. Pforta 1876. In: Programm Pforta Landesschule. S. 10–12
- Ansprache zum 333. Geburtstage unserer Pforte. Naumburg 1877. In: Programm Pforta Landesschule. S. XI–XII.
- Die neuere und neueste Geschichte auf Gymnasien. Ein Votum. Mainz 1877.
- Hülfsbuch für die deutsche Literaturgeschichte zum Gebrauch der obersten Klassen der Gymnasien und Realschulen. 2 Bände Gotha 1879, 8. Auflage. 1906.
- Die neuhochdeutsche Literatur auf der obersten Stufe der Gymnasial- und Realschulbildung. Erläuternde Bemerkungen zu dem Hülfsbuch für die deutsche Literaturgeschichte. Gotha 1879.
- Goethe in Wetzlar. 1772. Vier Monate aus des Dichters Jugendleben. Gotha 1881.
- Aus Schule und Haus. Populäre pädagogische Aufsätze. Gotha 1882.